# Megaerops
Megaerops ist eine Gattung in der Gattungsgruppe der Kurznasenflughunde mit vier Arten, die in Südostasien vorkommen.

## Merkmale
Diese Flughunde erreichen eine Kopf-Rumpf-Länge von 76 bis 102 mm, eine Unterarmlänge von 49 bis 59 mm und ein Gewicht von 20 bis 38 g. Ein verkümmerter Schwanz ist nur bei der Weißkragen-Altwelt-Fruchtfledermaus vorhanden, während die anderen Arten schwanzlos sind. Je nach Art hat das Fell eine hellbraune, graubraune, gelbbraune oder silbergraue Farbe, wobei die Unterseite meist etwas heller als der Rücken ist. Bei manchen Populationen hat der Kragen eine abweichende Farbe. Verglichen mit der Gattung Cynopterus kommen bei den Megaerops-Arten nur zwei untere Schneidezähne vor. Die Flughaut umschließt den unteren Teil des Daumens.

## Lebensweise
Die Mitglieder der Gattung leben im Tiefland und in Gebirgen bis 3000 Meter Höhe. Sie halten sich vorwiegend in feuchten oder trockenen immergrünen Wäldern auf und besuchen gelegentlich angrenzende Landschaften. Die Fortpflanzungszeit reicht vom Februar bis zum Juni. Wie bei anderen Flughunden besteht die Nahrung hauptsächlich aus Früchten.

## Arten und Verbreitung
Folgende Arten zählen zur Gattung:
- Die Temminck-Altwelt-Fruchtfledermaus (Megaerops ecaudatus) lebt auf der südlichen Malaiischen Halbinsel, auf Borneo, auf Sumatra und vermutlich im Nordosten Indiens.
- Die Java-Altwelt-Fruchtfledermaus (Megaerops kusnotoi) kommt auf Java, Bali und Lombok vor.
- Die Ratanaworabhan-Altwelt-Fruchtfledermaus (Megaerops niphanae) hat eine disjunkte Population im Nordosten Indiens und eine Population in Thailand, Laos, Kambodscha und Vietnam.
- Die Weißkragen-Altwelt-Fruchtfledermaus (Megaerops wetmorei) lebt verstreut auf der südlichen Malaiischen Halbinsel, auf Borneo, auf Sumatra und auf den südlichen Philippinen.

Megaerops kusnotoi und Megaerops wetmorei gelten als gefährdet (vulnerable), während die anderen beiden Arten von der IUCN als nicht gefährdet (least concern) gelistet werden.